# Cheonnyeonyeou Yeoubi
Cheonnyeonyeou Yeoubi (koreanska: 천년여우 여우비, 'Yobi, den tusenåriga femsvansade räven') är en sydkoreansk, animerad långfilm från 2007. Den är regisserad av Lee Seong-gang och är löst baserad på den koreanska sagan om den niosvansade räven, gumiho (kumiho). Den är även känd internationellt under sin engelskspråkiga titel Yobi, the Five Tailed Fox.

## Handling
Yeoubi är en femsvansad räv som, i likhet med alla av hennes sort, kan leva i tusentals år. Den bor sedan hundratals år på en kulle i skogen. En dag kraschlandar utomjordingar med sitt rymdskepp i Yeoubis skog. När de misslyckas med sitt försök till återresa, hamnar en av dem i människornas händer. Yeoubi bestämmer sig för att rädda honom och dyker en dag upp bland människorna – barn på ett sommarläger ibland bergen – förvandlad till en människoflicka. Yeoubi fattar snart tycke för en pojke i hennes klass, Geum-ye. En rävjägare med bitska hundar är dock på jakt efter henne. Liksom resten av utomjordingarna.
Yeoubi får efter viss tvekan bli medlem av sommarlägret, och bland människorna gäller det att dölja sina fem svansar så ingen fattar misstankar. Dessutom behöver lärare Gang träffa den nya flickans mamma. Detta problem löser Yeoubi genom att helt sonika förvandla sig till en ung människokvinna. Förvandlingen kan dock av naturliga skäl inte göras i lärarens närvaro, så vissa komplikationer tillstöter. Rävjägarens hundar får upp spåret efter Yeoubi, och jakten för dem över en rangerbangård. I flykten undan hundarna stöter hon på "skuggdetektiven", som ger henne ett förslag: ta en själ från denna värld och bli människa på riktigt.
Längre fram i berättelsen stöter Yeoubi på en annan dimension. I denna dimension är mängden själar alltid konstant, så hon ställs inför ett dilemma.

## Rollfigurer och röster

### Icke-människor

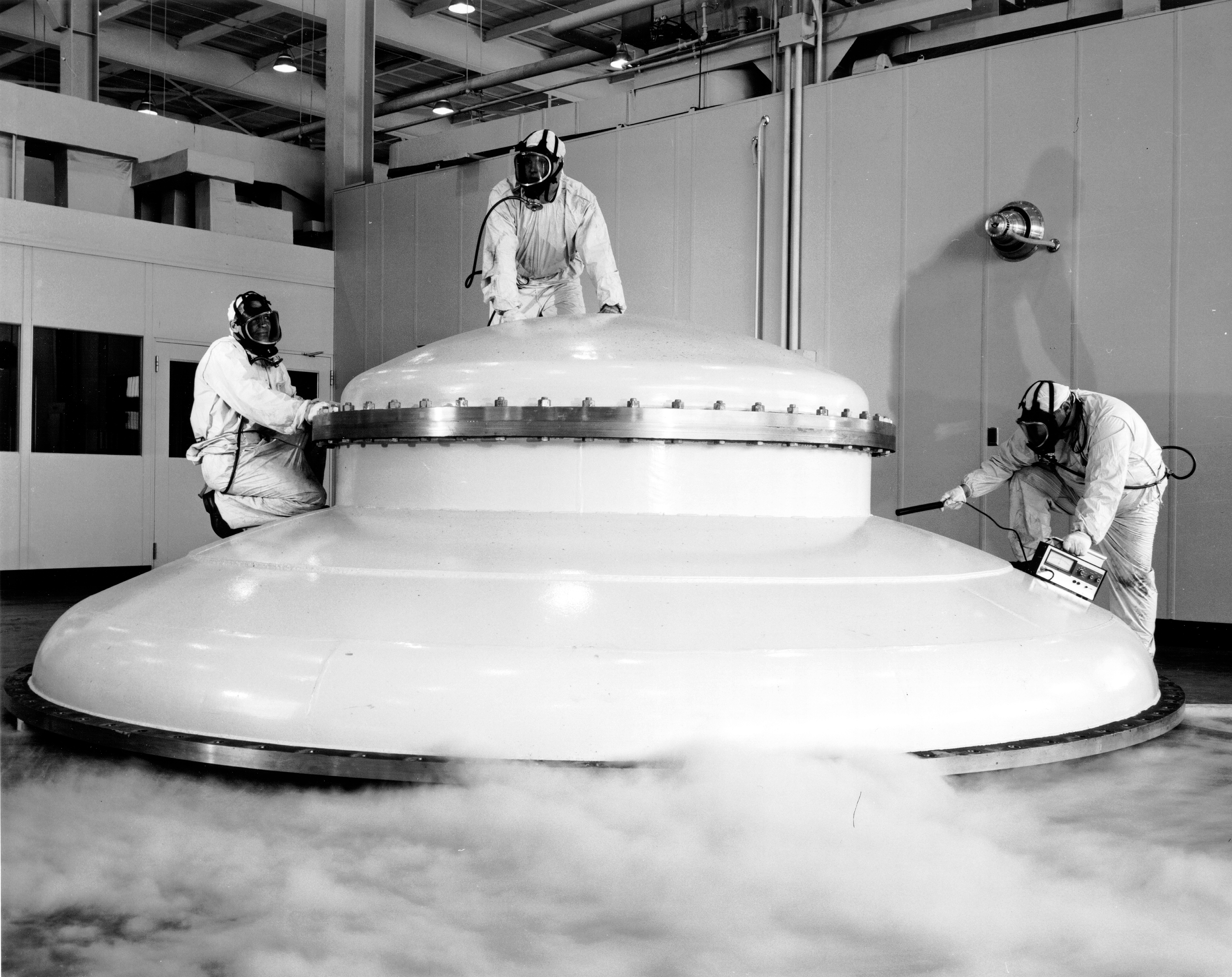
Filmens utomjordingar har ett rymdskepp som inte är helt olikt den här huven på en vakuumtank (Lewis Research Center, Cleveland, 1961).

- Yeoubi/Yobi[a] (koreanska: 여우비) – Son Ye-jin (손예진)

Den är en femsvansad räv som länge – mer än 100 år – bott vid en kulle i skogen. Nyfikenhet och ensamhet gör att den drivs att börja leva bland människorna, i form av en tioårig människoflicka.
- utomjordingarna

De är ett halvdussin, varav Mal Sseong-yo (말썽요; "Naughty") är den mest särpräglade. Han råkar sabotera utomjordingarnas efterlängtade testresa med sitt kraschade rymdskepp, och ger sig därefter av från de andra. Så småningom hamnar han i händerna på den minsta flickan i sommarlägret, som i honom ser en ersättare till sin inlåsta nalle. Han älskar att äta spik.
- björnen

Den saknar sin förlorade unge. Den blir bekant med två rymlingar, den minsta flickan på lägret i lag med sin nya "nalle" ("Naughty").
- Geulim-jatam-jeong (그림자탐정; "Shadow Detective")

Den här "skuggdetektiven" i sitt mörklagda kontor säger sig vilja hjälpa Yeoubi, men vad är det egentligen han vill?
- Sambava (삼바바)

Dessa tre varelser är själarnas väktare, i den andra dimensionen som kan nås från dammen i skogen. De har en koppling till "skuggdetektiven".

### Människor

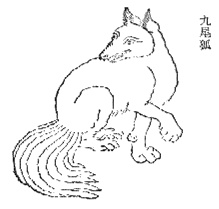
Filmen är fritt inspirerad av den koreanska folksagogestalten gumiho, den niosvansade räven. Liknande förvandlingskonstnärer finns i kinesiska (huli jing) och japanska (kitsune) sagor.

- Gang Seon-saeng (강선생)

Lärare Gang leder en sommarläger/sommarskola med skolelever i olika åldrar – inklusive förskolebarn. De är "problembarn", och lägret är hans egen skapelse. Han vill att barnen ska bete sig mindre barnsligt och tar därför, utan att riktigt tänka efter, ifrån den minsta flickan (Jung Jong-ee) hennes stora nalle.
- Hwang Geum-ye (황금이)
- Geum-ye är ledaren bland skolbarnen. Trots att han blir bekant med både Yeoubi, vilket gör en av flickorna i (Joo-hee) klassen svartsjuk, känner han sig ensam och annorlunda. Han förvånas över att Yeoubi också känner till hans lilla egentillverkade "fågeldans".
- Joo-Hee

Den här 13-åriga flickan är hemligt förtjust i Geum-ye. Hon är stolt över sitt utseende och förstår sig inte på Yeoubi.
- Jung Jong-ye

Jong-ye är minst av eleverna i klassen. Hon är autistisk och kan inte prata. Hon har under berättelsens gång en mängd små äventyr i lag med sin "ersättningsnalle" ("Naughty").
- rävjägaren

Jägaren vill bli av med de ondeskefulla gumiho och har tränat sina hundar till att leta efter rätt vittring.

## Teman och kritik
Filmen tog tre år att producera och är regisserad av Lee Seong-gang, som 2002 hade premiär med sin Mari iyagi (koreanska: 마리 이야기), känd på engelska som My Beautiful Girl Mari. Mari iyagi kretsar kring en skolpojke som känner sig utanför och därför söker tillflykt till sitt eget drömrike. Yeoubi-filmen handlar å sin sida om en räv/flicka som söker sig från sin annorlunda värld, i sin nyfikenhet på människorna.
Förslaget som den Faust-aktige "skuggdetektiven" ger Yeoubi hämtar inspiration från gumiho-legenden. Enligt en variant av den här folksagan kan en gumihi få evigt liv (alternativt bli människa) om den förtär en människa eller dess hjärta. Andra välkända populärkulturella inslag från filmen är "dammen som portal till en annan värld", jägaren med "ett nedärvt mål i sikte" och "ansiktslösa väsen" (Shadow Detective).
Studio Ghiblis filmer har en stor marknad i Sydkorea. Regissören Lee har i intervjuer erkänt att filmer som Hayao Miyazakis Min granne Totoro varit en stor inspirationskälla på hans filmskapande.

### Kritik
Recensenten Stig Høgset på Them Anime Reviews ansåg att Yeoubi var en stark film. Han noterade att alla dess färger och hastiga tempo är något helt annat än Lees föregående film, den mer drömska och retrospektiva Mari iyagi.
| ”                   | Staden och den omgivande skogen praktiskt taget lyser av liv, och utomjordingarnas jordiska boning påminner nästan om en nöjespark. | „ |
| – Stig Høgset, 2007 | |   |

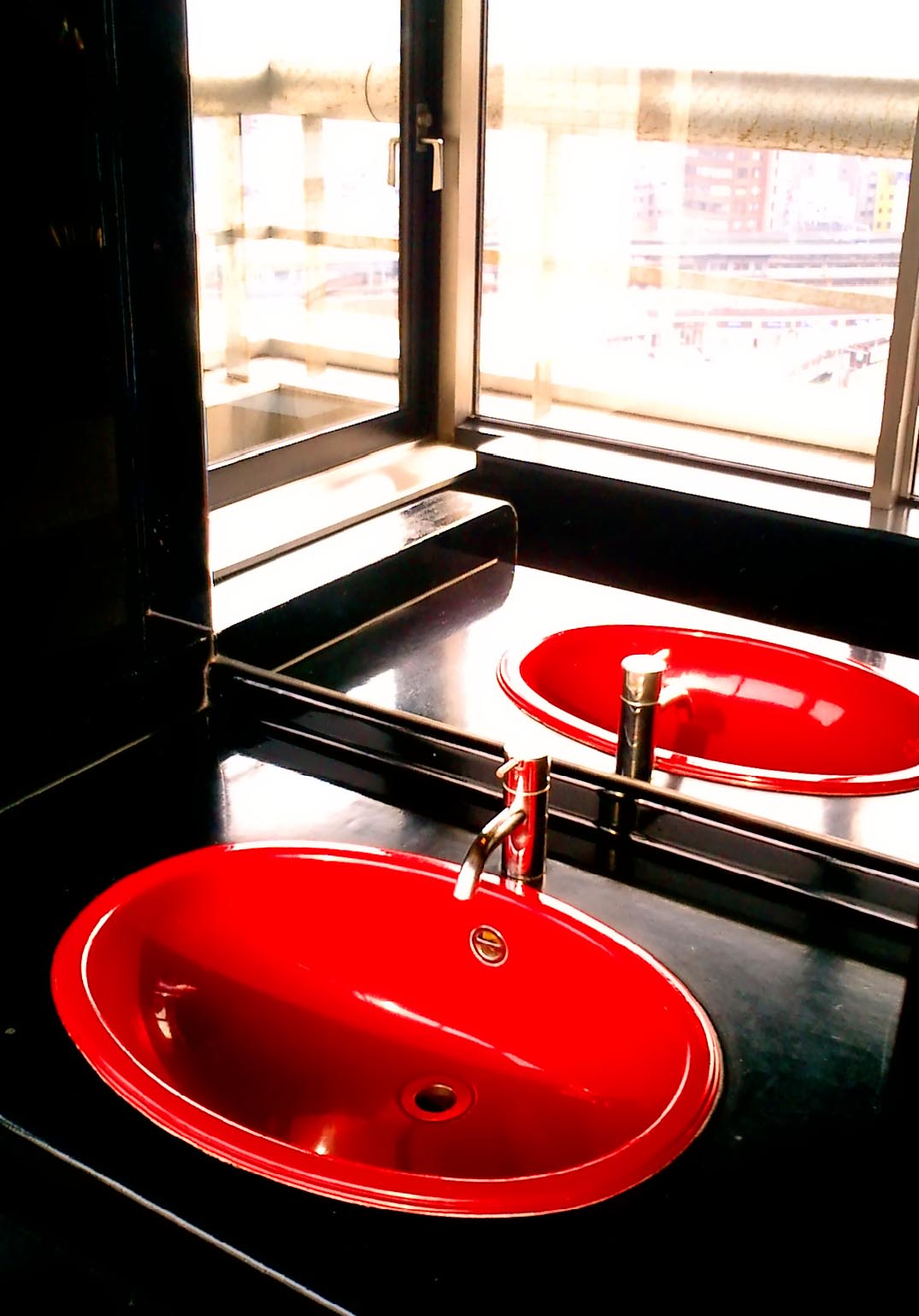
Ett handfat (!) – dock flygande och i genomskinligt blått – berättar i filmen sanningar om livet för Yeoubi.

Utomjordingarnas komiska formgivning anser han kan passa i en film som vill rikta sig till barn och han uppskattar animationen, som dock här och var enligt honom kan upplevas som stel. Vissa inslag, som den flygande och talande handfatet (!), kan dock upplevas som något överraskande.
Ard Vijn på Twitchfilm.com noterar att Yeoubi är en traditionellt animerad film med CG-inslag, till skillnad från den Flash-betonade Mari iyagi. Han beundrar den tekniska briljansen i animationen och den centrala historien med räven som vill bli människa. Diverse olika sidoberättelser faller dock, enligt honom, platt till marken. Wai Lu Yin på Koreantimes.com uppskattade den lättsamma tonen i filmen som både presenterar en mystisk fantasivärld och vår egen vanliga värld.

## Produktion och distribution

### Produktionsfakta
- Originaltitel: 천년여우 여우비 (Cheonnyeonyeou Yeoubi)
- Engelsk/internationell titel: Yobi, the Five Tailed Fox
- Regi: Lee Seong-gang
- Musik: Yang Bang-ean[6]
- Produktion: O Min-ho, Gang Han-yeong
- Produktionsbolag – CJ Entertainment
- Land: Sydkorea
- Språk: koreanska
- Längd: 86 minuter
- Premiär: 25 januari 2007

### Premiärer och hemvideoutgåvor
- Sydkorea – 천년여우 여우비 (Cheonnyeonyeou Yeoubi, bio, 25 januari 2007)
- Ryssland – 11 oktober 2007
- Storbritannien – Yobi, the Five Tailed Fox (London Film Festival, 20 oktober 2007)
- Frankrike – Yobi, le renard à cinq queues (Festival de film Lyon Asiexpo, 11 november 2007; DVD, februari 2011)
- Sverige – 2008 (Fantastisk Film Festival, Lund)[förtydliga]
- USA Yobi, the Five Tailed Fox (New York International Children's Film Festival, 2008)
- Danmark – 19 september 2008 (Buster Copenhagen International Film Festival for Children and Youth)[förtydliga]

Källor: 
I Sydkorea sålde filmen runt 450 000 biobiljetter från premiären den 25 januari 2007 fram till mitten av mars, vilket var en ganska god biosiffra för koreanska mått mätt. Den behövde dock en halv miljon sålda biljetter för att täcka sina produktionskostnader på 27 miljarder won.

### Musik
All filmmusik skrevs av Yang Bang Ean. Ledmotivet, som hade text av Eco Bridge, sjöngs in av Lee Hyun-Soo. CD-utgåvan innehöll 25 spår på sammanlagt 50 minuter samt en regionfri bonus-DVD med en musikvideo samt ett antal filmtrailrar. I DVD-asken bifogades även sex kort med bilder ur filmen. Musiken är oftast instrumental filmmusik i orkesterarrangemang, men flera av musikspåren (bland annat #8) är arrangerade runt akustisk gitarr inte helt olikt viss musik hos symfoniska rockgrupper typ Yes (tidigt 1970-tal). Ibland (som under jaktsekvensen i #11) är musiken instrumental rockmusik. Den varierande orkestrationen i övrigt inkluderar bland annat harpa (#17) och klaviatur med speldoseton (#18). Spår #21 är ett musikparti med "studsande", slagverkspåverkad musik i en stil liknande Stewart Copeland (se Mitt liv som död).

#### Spår på soundtrack-CD
1. 기억해요 - A Girl from Wonderland (Main Title song)
2. 오프닝 - Opening
3. 여우의 숲 - The Forest Of Fox
4. 여우비 - Yobi (The Five-Tailed Fox)
5. 드림캐쳐 - Dream Catcher
6. 구릉영혼 - Mother Spirit
7. 요요 비행접시 - Yoyo's Spaceship
8. 카나바의 호수 - Canava Lake
9. 말썽요요 구출작전 - Saving Naughty Yo
10. 변신녀 - The Transforming Girl
11. 사냥꾼의 추격 - The Hunter's Chasing
12. 옷 도둑들 - The Thieves Of Clothes
13. 그림자 탐정 - Mr. Shadow, The Detective
14. 버스 비행 - The Flight Of Bus
15. 이별 예감 - Farewell, My Dear
16. 여우의 숲 2 - The ”Second” Forest Of Fox
17. 여우비의 눈물 - Tears Of Yobi
18. 고백 - Saying I Miss You
19. 금이의 용기 - Courage In My Heart
20. 카나바 - The Storm Of Canava
21. 새장 훔치기 - Stealing The Birdcage
22. 그림자의 음모 - The Mask Of Mr. Shadow
23. 희생 - Sacrifice
24. 환생 - Born Again
25. 기억해요 - A Girl From Wonderland (Piano Inst ver.)

Källor:

## Utmärkelser
Filmen belönades december 2007 med Sydkoreas "Presidentens pris". 2007 vann den även publikpriset för bästa animation på franska Festival de film Lyon Asiexpo.

### Fotnoter
1. ↑  Yeoubi är direkt transkription av det koreanska namnet, Yobi enligt den franska och engelska översättningen.
2. ↑  "Naughty" är namnet i den officiella engelska DVD-översättningen. Det koreanska namnet kan även översättas som "Trouble", 'Besvär'.